# Colaspoides imasakai
Colaspoides imasakai là một loài bọ cánh cứng trong họ Chrysomelidae. Loài này được Komiya miêu tả khoa học năm 1991.